# 毒婦お伝と首切り浅
『毒婦お伝と首切り浅』（どくふおでんとくびきりあさ）は、1977年公開の日本映画。主演：東てる美、監督：牧口雄二。東映京都撮影所製作、東映配給。　
日本映画製作者連盟のサイトでは『毒婦お伝と首切り浅』であるが、初公開時のポスターでは『毒婦お伝と首斬り浅』となっている。

## 概説
企画は当時の東映社長・岡田茂。「高橋お伝をやれ」と指示があった。当時岡田は「実録猟奇犯罪映画」の製作を推奨していた。企画自体は早い段階で挙がっており、1975年8月27日の東映記者会見で岡田社長が1976年の予定番組を発表し、若山富三郎主演作『首切り朝』と告知していた。また1976年年頭1月7日の記者会見では、岡田が1976年の製作方針として「ゴールデンウイークには菅原文太の『組長最後の日』(『新仁義なき戦い 組長最後の日』）、由美かおるの『こつまなんきん』（映画化されず。『トラック野郎・天下御免』のゲストにスライドしたものと見られる）以降、五月みどりものの『首斬り浅』を...」と発表したため、主演は若山富三郎→五月みどり→東てる美に変更されたものと見られる。
「実録猟奇犯罪映画」という企画は、東映では岡田が1960年代後半に数本映画化しており、これをまた復活させた。『俺たちに明日はない』の日本版という発想はプロデューサーの松平乗道が出し、独特の世界観と映像美で才能に秀でた牧口雄二氏に監督を任せた。「時代劇 MEETS ウェスタン」という内容。
本作の併映の鶴田浩二、佐分利信主演の大作『やくざ戦争 日本の首領』は、当時の日本映画界の流れから、岡田社長は一本立て興行を考えていた。ところが、館主会から「どうしても二本立てにしてくれ」と抵抗され、二本立て興行にせざるをえず。それなら併映は軽いものでという考えで本作が製作された。　

## ストーリー
貧しい農家の娘・お伝は、父の借金のかたに博徒・勝蔵に売られる。そこを横からかっさらいお伝の処女を奪ったのが浅右衛門であった。ある日村に賭場泥棒の市太郎が現れ馬車に乗って逃亡。追ってきた父・勝蔵を殴り殺す。市太郎とお伝は愛し合い強盗で生計を立てるようになった。道中、身軽な松助とかつてのお伝のレズ仲間・鈴月が加わり、四人組になった彼らは帝都銀行、駐在所などを次々と襲撃する。しかし刑事・吉蔵らの追撃が目前に迫っていた。

## スタッフ
- 企画：松平乗道
- 監督：牧口雄二
- 脚本：大津一郎
- 撮影：勝木勝夫
- 音楽：渡辺岳夫
- 美術：山下謙爾
- 編集：玉木濬夫
- 助監督：土橋享

## キャスト
- 高橋お伝：東てる美
- 市太郎：槇健多郎[13]
- 鈴月尼：橘由紀
- 松助：広瀬義宣
- 吉蔵：汐路章
- 九右衛門：矢奈本邦二郎
- 勝造：西田良
- 治吉：小川純
- 富山：笹木俊志
- 岡本：平河正雄
- 倉田：藤沢徹夫
- 坂上：岩尾正隆
- 黒川あや子：内村レナ
- 商人風の男：志賀勝
- 刑事A：福本清三
- 山田浅右衛門：伊吹吾郎

## 宣伝
東映宣伝部は、毒婦お伝こと東てる美が裸で首を斬られる写真をポスターに起用した広告展開を考えていたが、東が「必要以上に裸を売りたくない、裸の写真はポスターに使わないで」などと、裸写真の差し止め令を東映に勧告してきた。結局東映は泣く泣く、メインのポスターは東とは似ていない女性が乳房を出して首を斬られる劇画に、プレスシートなどの宣材写真は、東が白い着物を着て背中を向け、乳房はほとんど見えない写真に切り換えた。当時、東のゴネ歴は有名で、日活に「貢献度大にしてはギャラが安すぎる」と出演を拒否し、テレビで裸を要求されてゴネ、東映に初出演した今回の一件で、映画関係者から「ポルノ女優が裸を見せないなんて」とツマはじきに遭った。

## 同時上映
- 『やくざ戦争 日本の首領』
  - 主演：鶴田浩二
  - 監督：中島貞夫